# アナンタサマーコム殿

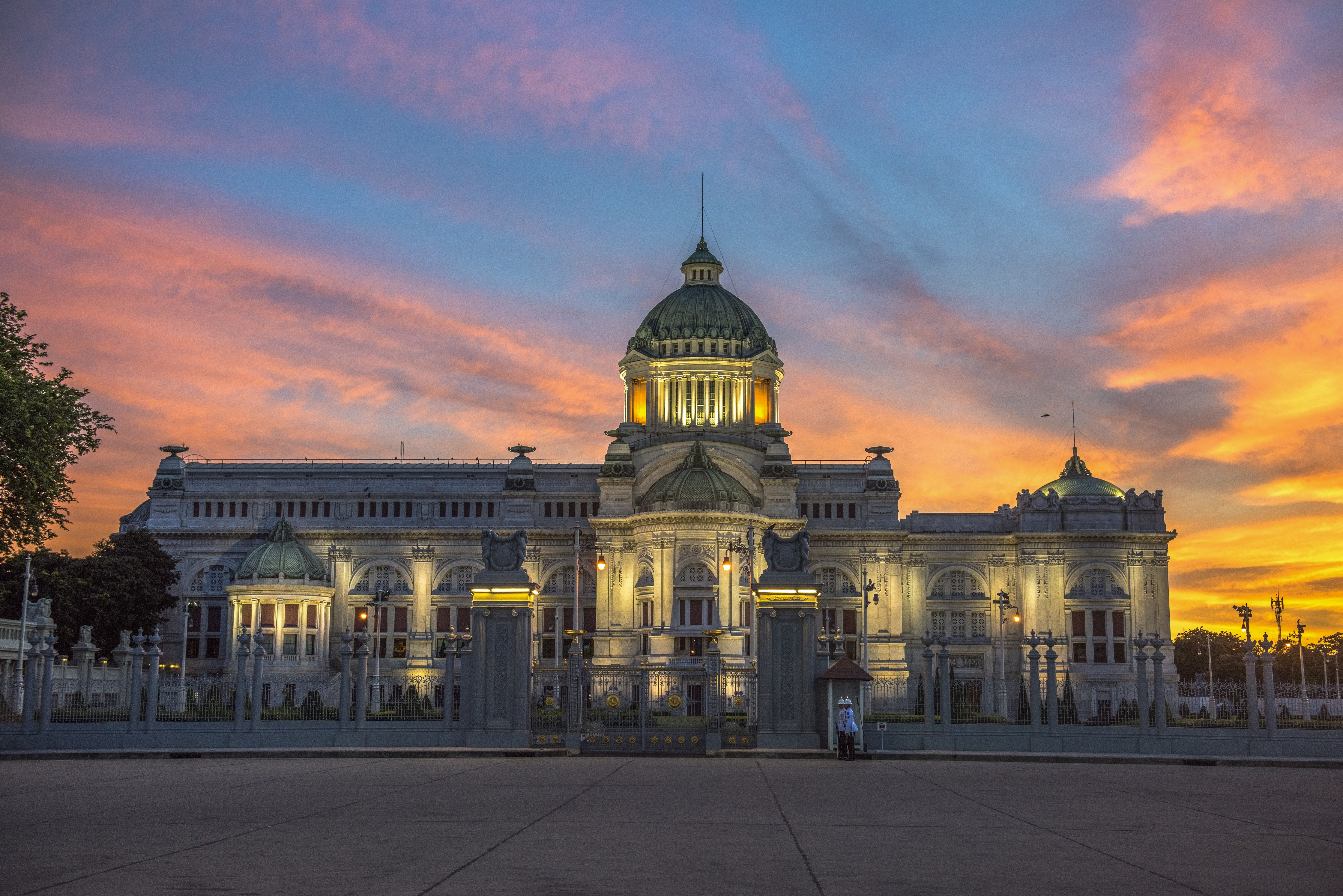
アナンタサマーコム殿

アナンタサマーコム殿（アナンタサマーコムでん、พระที่นั่งอนันตสมาคม、アーナンダ・サマコム殿とも）は、タイのバンコクにあるドゥシット宮殿の殿。
大理石を用いたイタリア風建築であり、1932年から1974年までタイの国会議事堂として使われた。現在は迎賓館として利用されている。
2017年末以降、近隣のウィマーンメーク宮殿と共に内部非公開となっている(本殿の外観を敷地外より拝観可)。

## 歴史
1907年にラーマ5世（チュラーロンコーン）によって迎賓館として、宮殿建設の勅令が出された事に歴史が始まる。建築家としてイタリア人のM. Tamagnoと助手のA. Rigotti、技術者としてC. Allegriと助手のE.G. Gallo、現場監督としてはタイ人のチャオプラヤー・ヨマラートと助手のプラヤー・プラチャーコーンが入り工事が行われた。しかし、ラーマ5世の存命中に完成せず、ラーマ6世（ワチラーウット）の時代に予定を大幅に上回る約1500万バーツが費やされ1915年に完成した。
ラーマ5世が当時の国力を無視した巨額の資金をつぎ込んでこの宮殿を建設しようとした理由として、タイが国力のある国家であることを西洋の国々に見せつけようとした、壮大な宮殿を造り国王の権限を高めようとしたなどの意図があると言われている。このため、アナンタサマーコム宮殿はラーマ5世に代表されるような絶対王政のシンボルとして見られていた。実際はこの建設費が政府財政を悪化させ、世界大恐慌と重なって、結果的にラーマ7世時代の官僚の大幅リストラを招いた。
この時に現れた官僚らの不信感は1932年6月24日の立憲革命を導き、立憲君主制国家の樹立に繋がった。最終的にアナンタサマーコム宮殿は、国会議事堂として利用されることになった。タイ王室の権威の象徴だったアナンタサマーコム宮殿は、民主主義の中心地へとその地位を大きく変えた。後に憲法改正によって国民議会の定員が多くなったため、1974年、北側に近代的な国会議事堂を新たに建設した。アナンタサマーコム宮殿は王室に返還され、一般公開が開始された。
2003年にはAPECバンコク首脳会議で利用されている。2010年代には二代目の国会議事堂も手狭となり、2021年、三代目の現議事堂がチャオプラヤー川の岸辺に建設された。工事が遅れたため、ラーマ10世治世下初の2019年の開会式は稀にも外務省の建物において行われた。

## 建築

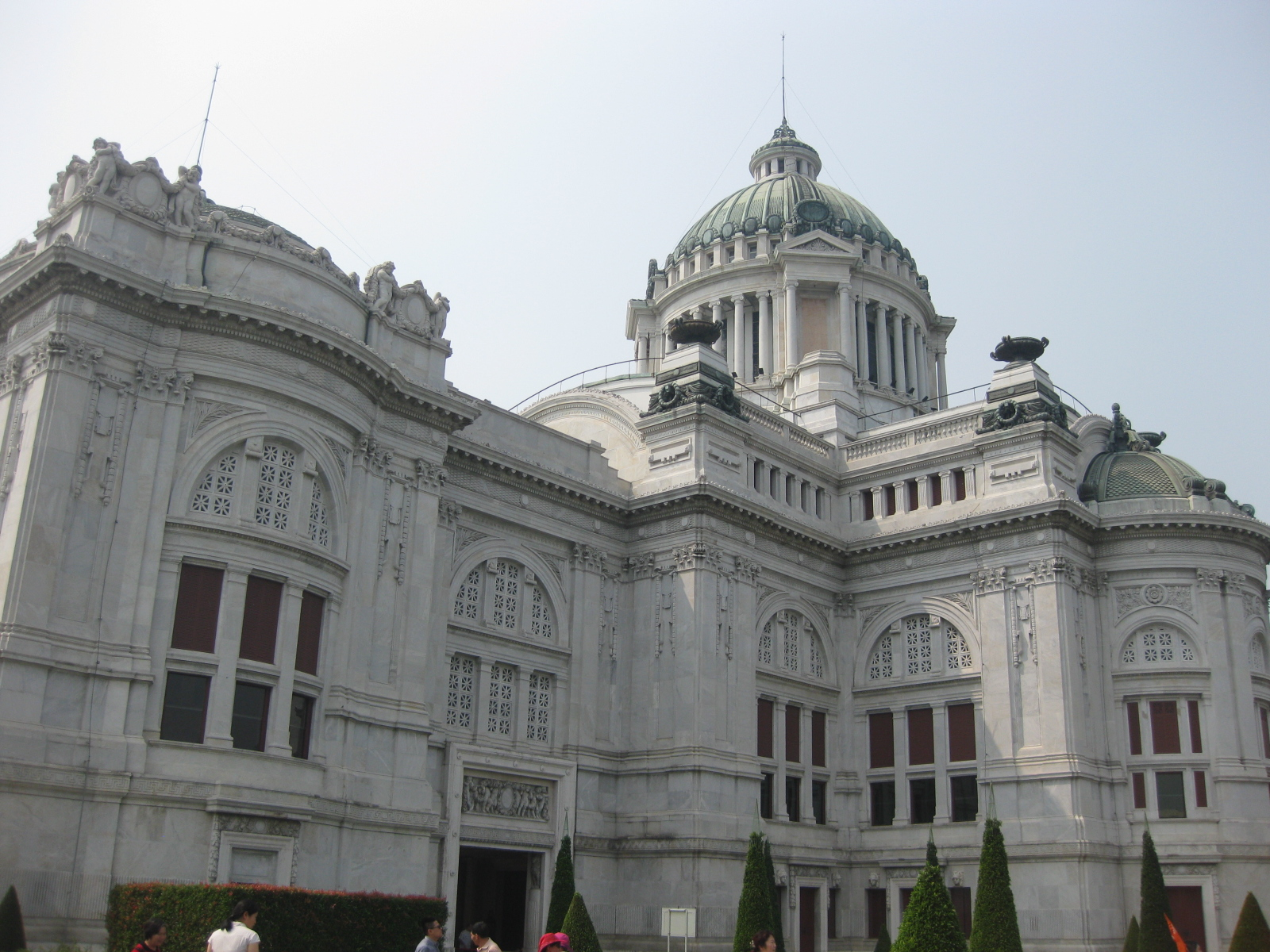
近影

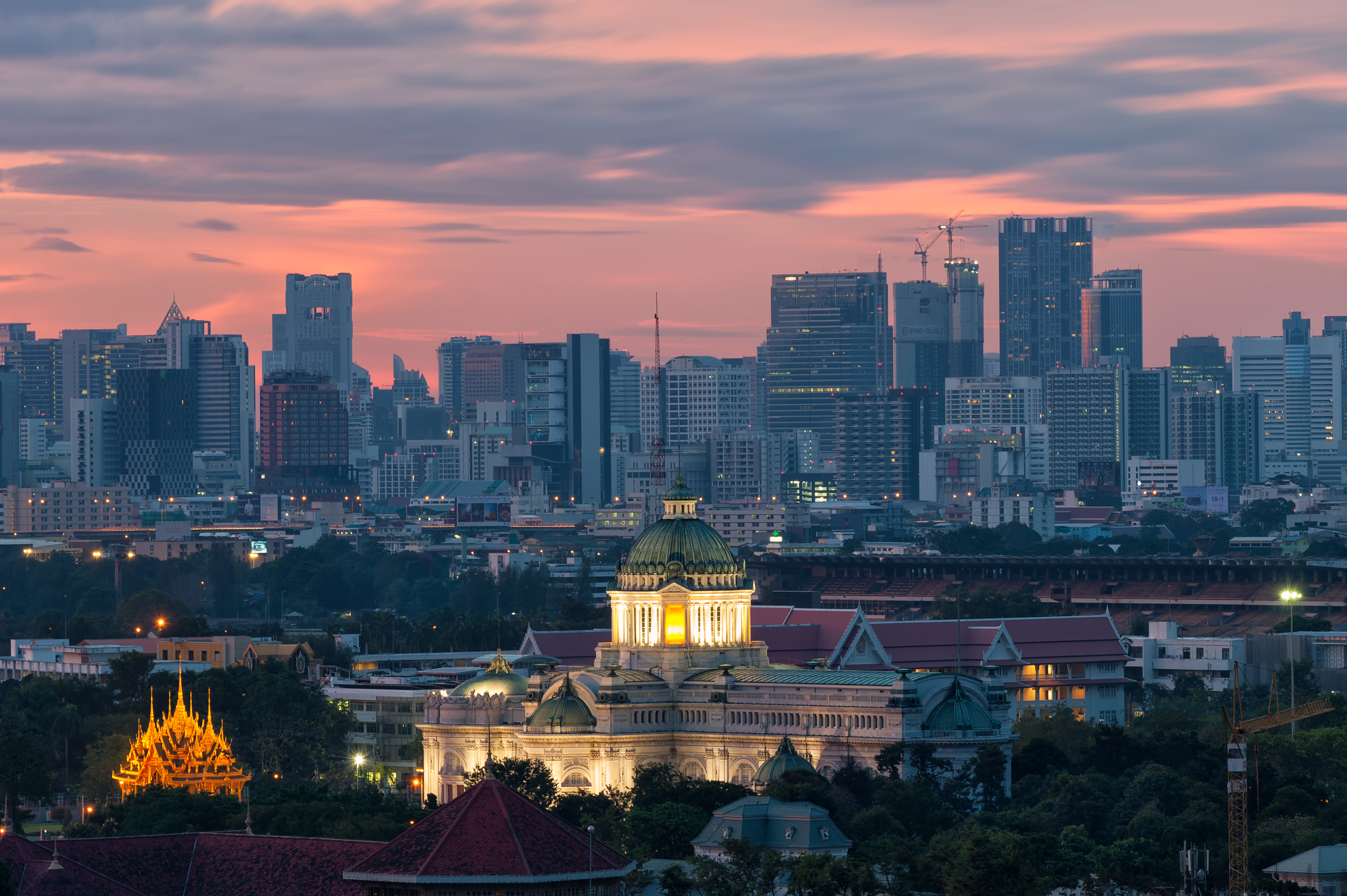
バンコクのパノラマ

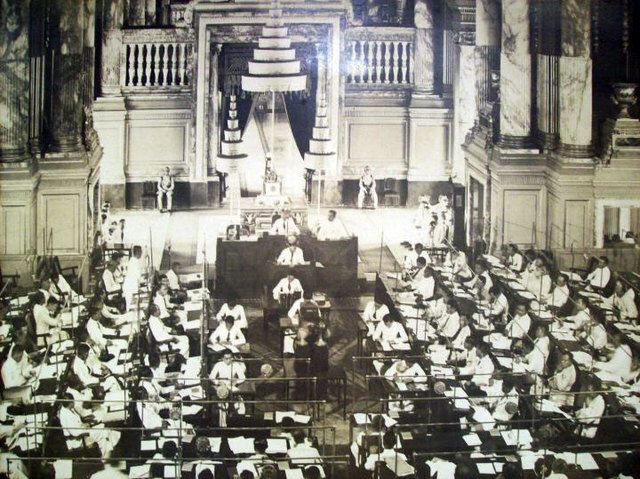
戦前の議場

設計はサン・ピエトロ大聖堂（ローマ）、セント・ポール大聖堂（ロンドン）などを元に行われたと言われる。建築様式はおおむねルネサンス様式を採用しているが、非常に後期のものであるがために、外部の彫刻にはバロック様式の影響、内部の一部にはロココ様式なども見て取ることが出来る。
バンコクが地盤の悪い湿地帯であったために、大理石で出来た巨大で重量のあるこの宮殿の建設のためには地盤固めが不可欠であった。まず、鉄の棒を高いところから垂直に落下させ10m程度の穴を開けそこへコンクリートを流し込み地中にコンクリート柱を形成せる、という当時の最新技術が導入された。さらに、コンクリート柱および建設予定地の地面にコンクリートが水平に広げられた。この上に鉄筋で骨組みづくりが行われ、イタリアのカッラーラから運んできた大理石で外観が整えられた。完成した宮殿は2階建てで、7つのドームを備えていた。大きさは幅112.5m、奥行き49.5m、高さ49.5mである。
天井部の壁面にはラーマ1世から5世に関連する出来事が描かれている。これらはイタリア人画家のRiguliによるものである。ただし、絵の題材に関しては当時の文化人ナリッサラーヌワッティウォン王子がタイ文化の説明を行い、製作を指揮した。

## その他
映画『グッド・モーニング・ベトナム』のエンディング・シーンなど映画のロケで使われたことがある。